# Habromys delicatulus
Espèce
Statut de conservation UICN

 EN B1ab(i,ii,iii)+2ab(i,ii,iii) : En danger
Habromys delicatulus est une espèce de rongeurs de la famille des Cricétidés endémique du Mexique.

## Répartition et habitat
Cette espèce n'est présente que dans l'est de la cordillère néovolcanique parcourant le Mexique. Elle vit uniquement dans la forêt de nuage au dessus de 2 000 m d'altitude.